# Warlock (Tecnarca)
Warlock è un personaggio dei fumetti pubblicati dalla Marvel Comics, è un mutante appartenente alla razza aliena Tecnarchi.

## Biografia

### Origini
Warlock nacque su di un pianeta distante milioni di anni luce dalla Terra, la sua razza sottoponeva ogni neonato ad un brutale rito di passaggio, sfidare i propri genitori in una lotta all'ultimo sangue. Il nostro giovane alieno, figlio del sovrano dei Tecnarchi, Magus, possedeva, a differenza dei suoi simili, la capacità di provare numerose emozioni, tra le quali la paura che lo spinse a fuggire allo scontro con il suo potente padre. Richiamato verso il nostro Pianeta dall'energia irradiata dalla tecnologia Shi'ar contenuta nella base degli X-Men, Warlock inavvertitamente si scontrò con la base orbitale di Magneto distruggendola. Penetrato nell'atmosfera terrestre, l'alieno fu scambiato per una meteora dai Nuovi Mutanti Sunspot e Cannonball e portato nel laboratorio dello Xavier Institute, risvegliato dalle energie che lo circondano Warlock fu preso per un nemico e attaccato, solo l'intervento di Mirage rivelò la sua natura compassionevole e fermò l'attacco. Grazie al giovane mutante Cypher, il team comunicò con il nuovo arrivato e scoprì che il poveretto era solo e abbandonato, ottenuta la benedizione del Professor Xavier Warlock fu quindi accolto nella sua nuova casa. Completamente all'oscuro della cultura umana, l'alieno assorbì numerose informazioni dai programmi televisivi, acquisendo un comportamento bizzarro e cartoonesco; le sue abitudini alimentari, infettare esseri viventi con un virus tecno-organico e poi assorbirne l'energia vitale, furono duramente contestate da Mirage che gli fece promettere di nutrirsi solo di vegetali.

### Vincere la paura
Warlock accompagna i suoi nuovi alleati in numerose avventure, ad esempio quando il malvagio stregone Kulan Gath conquista New York, l'intervento del timoroso alieno è fondamentale per rovesciare le sorti della battaglia, reprimendo la propria codardia il Tecnarca corre in aiuto di Tempesta, guadagnando assieme a lei la vittoria. Quando Karma è posseduta dal potente Re delle Ombre, Warlock è tra i pochi mutanti a non soccombere al suo controllo, dopo un confronto con la compagna Illyana i due ideano un piano che libera Xi'an dalla sua schiavitù. Durante un complotto ordito dal Signore degli Inganni Loki e dall'Incantatrice, un gruppetto di mutanti è condotto su Asgard, Warlock si ritrova nel reame di Hel dal quale fugge alla ricerca dei propri compagni, salvati Karma e Cypher, con il quale comincia a nascere una forte amicizia, i tre si alleano per liberare Illyana dalle grinfie di Amora, poi, tutti insieme, affiancano gli X-Men nella battaglia finale. Dopo uno scontro con l'onnipotente Arcano, Magneto, nuovo preside dello Xavier Institute, trasferisce tutti gli studenti presso la Massachusetts Academy di Emma Frost, solo Warlock e Mirage rifiutano di seguirlo. Tuttavia, quando Magnus scopre di essere stato manipolato dalla Regina Bianca, si allea al giovane Tecnarca per riprendersi i suoi studenti, questa impresa li porterà a scontrarsi con i Vendicatori e lascerà Warlock gravemente ferito. I poteri di Warlock sono ancora una volta indispensabili per salvare i Nuovi Mutanti catturati dal perfido Mojo, fondendo la sua essenza con il corpo dell'amico Doug il duo riesce a liberare i propri compagni e la mutante Psylocke e a sconfiggere la temibile Spirale. Le strade del flaccido alieno e di Warlock ed i suoi alleati si incroceranno di nuovo quando egli rapirà gli X-Men.

### Una serie di letali eventi
Dopo un lungo peregrinare, il padre di Warlock giunge sulla Terra e si mette in cerca del figlio, raggiuntolo nel Limbo, dove si era rifugiato con i propri compagni, si scontra con lui in una cruenta lotta che vede coinvolti tutti i Nuovi Mutanti, i Predoni Stellari ed il Professor X, solo una nuova fusione con Cypher metterà apparentemente fine alla battaglia, riscrivendo il DNA di Magus e facendolo regredire all'infanzia. Ben presto un nuovo invasore alieno mette alla prova le abilità di Warlock, l'Uomo Impossibile sfida il Tecnarca ad una gara di metamorfosi, provocando scompiglio in tutto il globo fino a che i Nuovi Mutanti non dimostrano all'indisponente ospite che il loro compagno ha una marcia in più, infatti è in grado di cambiare colore durante le sue trasformazioni. Quando l'amico Sunspot abbandona temporaneamente lo Xavier Institute, Warlock lo segue per riportarlo alla ragione, ci riuscirà dopo una serie di disavventure che coinvolgono i due ed una banda di ladruncoli mutanti in quel di New York. Dopo essere tornati alla scuola, Warlock e Sunspot raggiungono i compagni sull'isola del loro alleato Bird Brain, dove il gruppo sta combattendo un folle scienziato anti-mutante, il lieto rientro è sconvolto dalla morte del povero Cypher. Profondamente toccato dalla scomparsa di Doug, Warlock si trova a dover affrontare i riti funebri terrestri, prima cerca di rianimare il corpo dell'amico, donandogli la propria energia vitale, poi si impossessa del cadavere, muovendolo grazie ai suoi poteri, scoperto da Wolfsbane è convinto dalla ragazza a dare il suo ultimo saluto all'amato compagno. Durante l'invasione dei demoni del Limbo, Warlock ed il resto dei Nuovi Mutanti si battono coraggiosamente per salvare la Terra, alla fine della battaglia scoprono che il loro mentore, Magneto, aveva stretto un accordo con il Club Infernale e con il diabolico N'Astirh lasciano la scuola e sono accolti tra le file di X-Factor. Successivamente, Warlock, assieme ai suoi giovani compagni, corre in soccorso del misterioso Cable e combatte la Freedom Force, questo espone la squadra al biasimo del governo e spinge Ciclope a consigliargli di nascondersi sotto le rovine dello Xavier Institute con il loro nuovo mentore. In seguito, Warlock è tra i mutanti catturati dai magistrati di Genosha, il perfido Cameron Hodge vuole rubare i suoi poteri metamorfici e lo sottopone ad un crudele trattamento che riduce il giovane alieno in polvere. Recuperate le sue ceneri, Wolfsbane le sparge sulla tomba di Cypher, ora i due amici sono di nuovo riuniti.

### Douglock
Procuratisi un campione del corpo di Warlock, gli scienziati genoshani, con a capo il dr. Stephen Lang, cercano di creare un ibrido mutante-sentinella, ma le memorie di Cypher, contenute nel codice genetico del Tecnarca creano un'entità che contrasti questo programma. Grazie all'androide chiamato Zero, questo nuovo essere, autoproclamatosi Doug Ramsey, si rende indipendente dal collettivo Phalanx. Dopo un incontro con Kitty Pryde, ora militante tra le file di Excalibur, l'essere cambia il nome in Douglock, quando Zero è distrutto Doug acquisisce le sue memorie che però risultano essere crittate. Douglock passa molto tempo con Kitty che cerca di risvegliare le memorie sepolte nel DNA dell'essere tecno-organico, la ragazza scopre che il giovane si sente molto solo e gli offre di entrare nel gruppo. Quando il collettivo Phalanx attacca Excalibur, Douglock affronta i suoi simili, ma è costretto a scappare assieme ai suoi compagni, il gruppo si unisce a X-Factor e X-Force ed il nostro ibrido incontra i suoi vecchi amici Wolfsbane e Cannonball. Con un repentino cambio di fazione, Douglock rapisce i suoi vecchi alleati e Forge e li teletrasporta presso un avamposto Phalanx sulle Alpi Svizzere, in realtà il suo intento è distruggere il collettivo, piano che riesce per il classico rotto della cuffia. Dopo queste peripezie, i membri di Excalibur tornano sull'Isola Muir, qui Kitty riceve un pacco da sua madre, contenente il diario di Doug Ramsey, ancora una volta la giovane cerca di risvegliare l'io sopito di Douglock ma nuovamente fallisce. In seguito, Douglock è rapito dall'organizzazione inglese Black Air, alleata del Club Infernale, che vuole sfruttare le memorie dell'androide Zero che Doug ha immagazzinato per liberare su Londra un'entità demoniaca, fortunatamente il loro piano è fermato da Excalibur. Dopo questa disavventura, Douglock asseconda l'ultimo tentativo di Kitty di risvegliare i ricordi di Doug, quando la ragazza visita la tomba dell'amico e la casa in cui è cresciuto si rende conto che anche i suoi genitori ne hanno accettato la morte, è tempo che lei riconosca Douglock come un essere a sé stante. Ben presto l'amicizia tra Douglock e Wolfsbane si trasforma in qualcosa di più, i due sui baciano prima della partenza di Rahne per un incontro con i suoi vecchi colleghi Nuovi Mutanti, Doug decide di seguirla e durante il viaggio incontra le versioni passate di Warlock e di Cypher, che hanno viaggiato nel tempo per vincere una sfida, questo evento segna profondamente i due innamorati. Il rapporto tra i due subisce una brusca interruzione quando Rahne segue Moira MacTaggert, infetta dal virus Legacy, nella sua quarantena autoimposta, Douglock è sconvolto dalla perdita. Il giovane innamorato fa di tutto per penetrare nella stanza di contenimento, ma inutilmente fino a che il computer non reagisce ai files che Douglock ha avuto in dono da Zero, l'incontro con l'amata è tutt'altro che pacifico, visto che Wolfsbane è furiosa per la presenza nel laboratorio del suo compagno. Un malfunzionamento nei propri sistemi costringerà il ragazzo ad essere sottoposto alle cure della dottoressa MacTaggert, obbligando i due piccioncini ad una forzata convivenza sull'Isola Muir.

### Ritorno alle origini
Come se non bastassero i suoi problemi di salute, Douglock è rapito dal folle Teschio Rosso che intende usarlo per penetrare nei sistemi dello S.H.I.E.L.D., grazie all'aiuto di Machine Man, Deathlok e degli X-Men il malvagio piano è stroncato, tuttavia, il contatto con i sistemi computerizzati dell'organizzazione spionistica ha fatto nascere in Doug una nuova consapevolezza di sé. I dati appresi risvegliano del tutto l'identità di Warlock, dopo un tentativo di riportare in vita il caro amico Doug, la nuova missione del Tecnarca è fermare gli esperimenti in corso sul collettivo Phalanx. Il suo obbiettivo lo porta a fare la conoscenza della giovane mutante Esperanza Ling e della sua scimmietta Chi-Chee ed a scontrarsi con i misteriosi Psi-Cop, che intendono cancellare ogni traccia del Phalanx sulla Terra. Ben presto i misteriosi avversari divengono alleati e aiutano Warlock, che ha scoperto di poter accedere al potere di Doug Ramsey, contro il nemico comune, l'organizzazione Mainspring. Tornato sull'Isola Muir, Warlock ed i suoi alleati devono fronteggiare il tremendo Bastion che, sottoposto all'infezione del virus tecno-organico, ha preso il nome di Template; aiutato dai Vendicatori, il Tecnarca riuscirà a sconfiggere il proprio nemico ma non a impedire che Mainspring lanci un segnale che le permetterà di controllare il Pianeta. Il segnale è captato da Magus, tornato alla sua forma adulta, che raggiunge la battaglia per distruggere il figlio degenere, Warlock, grazie all'aiuto dei suoi amici, riesce a risvegliare l'umanità del padre costringendolo alla fuga. Dopo essere tornato sul suo pianeta natale, Warlock riceve la visita di Nova che gli chiede aiuto perché infettato dal virus Phalanx, sacrificando se stesso il Tecnarca cura l'eroe e grazie agli sforzi del suo allievo, Tyro, è riportato in vita. Sebbene inizialmente scettico, decide di seguire Nova nella sua missione sul pianeta Kree, infettato in toto dal Phalanx, contribuendo alla sua liberazione.

### Nostalgia della Terra
Dopo la sua parentesi cosmica, Warlock decide di tornare sulla Terra, la prima accoglienza non è delle migliori, visto che viene bersagliato con un missile dalla H.A.M.M.E.R., tuttavia, preso il controllo dell'ordigno, vola verso lo Xavier Institute dove fa visita alla tomba di Doug, misteriosamente vuota. L'amico Cypher è stato resuscitato dalla vampira psichica Selene, Warlock lo raggiunge ma nel tentativo di salvarlo perde apparentemente la vita. Miracolosamente risorto, Warlock rientra sul campo di battaglia e, con l'aiuto di Magik, risveglia la personalità di Doug. Dopo questa brutta avventura, i due amici ritrovati vengono sottoposti a numerosi controlli per verificare l'assenza del virus maligno nei loro organismi, risultano sani come un pesce ma le brutte notizie non sono finite, il Tecnarca, infatti, rivela di aver scoperto che Magik non è la loro reale compagna. Dopo una breve disavventura con lo S.W.O.R.D., Warlock affianca i suoi alleati contro l'organizzazione guidata da Cameron Hodge, su richiesta di Cypher rompe il suo antico patto e prosciuga la forza vitale del nemico. Ancora scosso per avere ucciso un essere vivente, Warlock è inviato a chiedere soccorso agli X-Men dai suoi compagni, attaccati dalle truppe del demoniaco generale Charles Ulysses. Scongiurato questo nuovo pericolo, Warlock ed i Nuovi Mutanti volano a San Francisco per distruggere una fabbrica contaminata dalla tecnologia Nimrod. Successivamente, affrontano un pericoloso viaggio attraverso le terre di Mefisto ed Hela per correre in soccorso dell'amica Mirage.

## Poteri e abilità
Il corpo di Warlock è costituito da un materiale tecno-organico che può essere rimodellato a piacere; può infettare gli esseri organici (ma anche apparecchiature tecnologiche) con un virus alieno che trasforma il bersaglio in un essere tecno-organico come lui del quale può assorbire la forza vitale. A differenza di altri della sua razza, notoriamente aggressiva e bellicosa, Warlock dimostra compassione.